# متلألئة ألبية
متلألئة ألبية (الاسم العلمي:Luzula alpina) هي نوع من النباتات تتبع جنس المتلألئة من الفصيلة الأسلية.